# Bertje Baetens
Bertje Baetens is een personage in de VTM-televisieserie Familie, gespeeld door Marc Lauwrys.

## Overzicht
Bertje wordt aangeworven als onderhoudstechnieker bij VDB Electronics. Bijgevolg heeft hij vaak contact met het andere personeel en met secretaresse Tine Huysmans in het bijzonder. Al snel worden de twee verliefd en treden ze in het huwelijk. Hij bezorgt Tine een droowhuwelijk in het pittoreske Lapland.
Bertje en Tine zijn dolgelukkig sinds ze getrouwd zijn, maar dat geluk is slechts van korte duur. Wanneer ze op een dag op de kleine Maarten Van Den Bossche moeten letten, loopt het helemaal fout. De jongen sukkelt in een parkvijver en Bertje duikt hem achterna. Hij kan Maarten redden, maar verwondt zich aan een verroeste ketting. Bertje laat zijn wond niet verzorgen en ontwikkelt op die manier een tetanusinfectie. Van de ene dag op de andere sterft hij.